# Аустрија на Европском првенству у атлетици у дворани 2021.
Аустрија је учествовала на 36. Европском првенству у дворани 2021 који се одржао у Торуњу, Пољска, од 4. до 7. марта. Ово је тридесет пето Европско првенство у атлетици у дворани од његовог оснивања 1970. године на којем је Аустрија учествовала. Пропустила је само 1977. Репрезентацију Аустрије представљало је 7 спортиста (2 мушкарца и 5 жена), који су се такмичили у 6 дисциплина (2 мушке и 4 женске).
На овом првенству такмичари Аустрије нису освојили ниједну медаљу. У табели успешности према броју и пласману такмичара који су учествовали у финалним такмичењима (првих 8 такмичара) Аустрија је са 1 учесником у финалу заузела 27 место са 5 бодова.
| Плас. | Земља    | 1. место | 2. место | 3. место | 4. место | 5. место | 6. место | 7. место | 8. место | Бр. финал. - Бод. |
| ----- | -------- | -------- | -------- | -------- | -------- | -------- | -------- | -------- | -------- | ----------------- |
| 27.   | Аустрија | −        | −        | −        | 1−5      | −        | −        | −        | −        | 1−5               |

## Учесници
| Мушкарци: - Маркус Фукс — 60 м - Андреас Војта — 3.000 м | Жене: - Магдалена Линднер — 60 м - Сусан Вол — 400 м - Карин Страмец — 60 м препоне - Беате Шрот — 60 м препоне - Ивона Дадић — Петобој |  |

## Резултати

### Мушкарци
| Атлетичар     | Дисциплина | Лични рекорд | Квалификације | Квалификације | Полуфинале           | Полуфинале           | Финале               | Финале       | Детаљи                                   |
| Атлетичар     | Дисциплина | Лични рекорд | Резултат      | Место         | Резултат             | Место                | Резултат             | Место        | Детаљи                                   |
| ------------- | ---------- | ------------ | ------------- | ------------- | -------------------- | -------------------- | -------------------- | ------------ | ---------------------------------------- |
| Маркус Фукс   | 60 м       | 6,62         | 6,77 (.767)   | 5. у гр. 2    | Ниje се квалификоваo | Ниje се квалификоваo | Ниje се квалификоваo | 38 / 63 (65) |                                          |
| Андреас Војта | 3.000 м    | 7:51,17      | 7:53,07       | 7. у гр. 2    |                      |                      | Ниje се квалификоваo | 12 / 33 (34) | Архивирано на веб-сајту (30. април 2021) |

### Жене
| Атлетичарка       | Дисциплина   | Лични рекорд | Квалификације  | Квалификације | Полуфинале            | Полуфинале            | Финале                | Финале       | Детаљи                                   |
| Атлетичарка       | Дисциплина   | Лични рекорд | Резултат       | Место         | Резултат              | Место                 | Резултат              | Место        | Детаљи                                   |
| ----------------- | ------------ | ------------ | -------------- | ------------- | --------------------- | --------------------- | --------------------- | ------------ | ---------------------------------------- |
| Магдалена Линднер | 60 м         | 7,37         | 7,40 (.399) КВ | 4. у гр. 2    | 7,47                  | 8. у гр. 3            | Није се квалификовала | 23 / 23 (24) |                                          |
| Сусан Вол         | 400 м        | 53,44        | 53,41 ЛР       | 4. у гр. 4    | Није се квалификовала | Није се квалификовала | Није се квалификовала | 27 / 39      | Архивирано на веб-сајту (30. април 2021) |
| Карин Страмец     | 60 м препоне | 8,18         | 8,17 кв, ЛР    | 4. у гр. 3    | 8,13 (.130) ЛР        | 8. у гр. 1            | Нису се квалификовале | 17 / 40 (44) | Архивирано на веб-сајту (30. април 2021) |
| Беате Шрот        | 60 м препоне | 7,96 НР      | 8,19 (.181) кв | 4. у гр. 2    | 8,17 =ЛРС             | 6. у гр. 3            | Нису се квалификовале | 20 / 40 (44) | Архивирано на веб-сајту (30. април 2021) |

#### Петобој
| Дисциплина   | Ивона Дадић | Ивона Дадић | Ивона Дадић | Ивона Дадић | Ивона Дадић | Ивона Дадић |
| Дисциплина   | Лич. рек.   | Резултат    | Бод.        | Плас.       | Укупно      | Плас.       |
| ------------ | ----------- | ----------- | ----------- | ----------- | ----------- | ----------- |
| 60 м препоне | 8,45        | 8,38 ЛР     | 1.044       | 7.          | 1.044       | 7.          |
| Скок увис    | 1,87        | 1,77 ЛРС    | 941         | 9.          | 1.985       | 5.          |
| Бацање кугле | 14,35       | 13,67       | 772         | 6.          | 2.757       | 5.          |
| Скок удаљ    | 6,41        | 6,30        | 943         | 3.          | 3.700       | 4.          |
| 800 м        | 2:14,13     | 2:15,41 ЛРС | 887         | 6.          | 4.587       | 4.          |
| Петобој      | 4.767 НР    |             |             |             | 4.587 ЛРС   | 4 / 10 (12) |